# ジョン・ベレンデン (第3代ベレンデン卿)
第3代ベレンデン卿ジョン・ベレンデン（英語: John Bellenden, 3rd Lord Bellenden、1685年 – 1741年3月16日）は、スコットランド貴族。

## 生涯
第2代ベレンデン卿ジョン・ベレンデンとメアリー・ムーア（Mary Moore、1726年3月17日没、初代ドロヘダ伯爵ヘンリー・ムーアの娘）の息子として、1685年に生まれた。1707年3月に父が死去すると、ベレンデン卿の爵位を継承、1709年7月16日に父の相続人であると（法的に）宣言された。
1722年9月3日、メアリー・パーネル（Mary Parnell、1702年6月26日洗礼 – 1792年11月23日、ジョン・パーネルの娘）と結婚、2男6女をもうけた。
- ジェーン（1724年6月26日 – 1763年5月27日） - 1741年1月8日、エフレイム・ミラー（Ephraim Miller）と結婚
- カー（1725年 – 1753年） - 第4代ベレンデン卿、子供あり
- キャロライン（1728年3月29日 – 1802年4月1日） - 1760年3月18日、ジョン・ゴーラー（John Gawler、1803年12月24日没）と結婚、子供あり
- メアリー（1729年8月1日 – 1805年5月15日） - ジョン・イート（John Eatt）と結婚
- ダイアナ（1731年12月17日 – 1799年2月） - 1758年11月6日、ジョン・バルティール（John Bulteel）と結婚、子供あり
- ロバート（1734年 – 1797年） - 第6代ベレンデン卿
- アリス（1796年10月19日没）
- ヘンリエッタ

スコットランド大蔵省式部官（Usher of the Exchequer）の世襲権を所有していた。
1741年3月16日にウェストミルで死去、同地で埋葬された。長男カーが爵位を継承した。